# الخزعبلات 2
الخزعبلات 2 (بالإنجليزية: Hocus Pocus 2)‏ هو فيلم رعب كوميدي أمريكي من إخراج آن فليتشر وهو الجزء الثاني لفيلم الخزعبلات إنتاج عام 1993. الفيلم من بطولة بيت ميدلر، سارة جيسيكا باركر، كاثي نجيمي، دوغ جونز وتوني هايل. من المقرر عرض الفيلم على منصة ديزني+ في 2022.

## روابط خارجية
- الخزعبلات 2 على موقع IMDb (الإنجليزية)
- الخزعبلات 2 على موقع ميتاكريتيك (الإنجليزية)
- الخزعبلات 2 على موقع روتن توميتوز (الإنجليزية)
- الخزعبلات 2 على موقع ألو سيني (الفرنسية)
- الخزعبلات 2 على موقع أول موفي (الإنجليزية)
- الخزعبلات 2 على موقع قاعدة بيانات الفيلم (الإنجليزية)
- الخزعبلات 2 على موقع ليتربوكسد (الإنجليزية)
- الخزعبلات 2 على موقع كينوبويسك (الروسية)